# Myzostoma smithi
Myzostoma smithi is een ringworm uit de familie Myzostomatidae.
Myzostoma smithi werd in 1906 voor het eerst wetenschappelijk beschreven door McClendon.